# بروس هامبتون
بروس هامبتون (بالإنجليزية: Bruce Hampton)‏ هو موسيقي وممثل أمريكي، ولد في 30 أبريل 1947 في الولايات المتحدة، وتوفي بنفس المكان في 2 مايو 2017 بسبب نوبة قلبية.

## أعمال

### أفلام
- (1993) تومبستون

## وصلات خارجية
- بروس هامبتون على موقع IMDb (الإنجليزية)
- بروس هامبتون على موقع ميوزك برينز (الإنجليزية)
- بروس هامبتون على موقع ديسكوغز (الإنجليزية)
- بروس هامبتون على موقع قاعدة بيانات الفيلم (الإنجليزية)